# Steinkreuznest

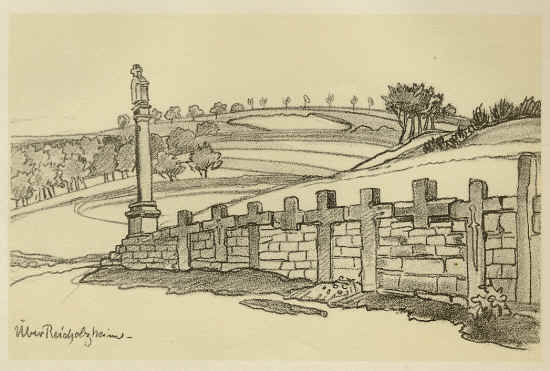
Das Steinkreuznest bei Reicholzheim war bereits Gegenstand der Kunst (hier ein Gemälde von Rudolf Schiestl, 1925)

Ein Steinkreuznest, auch Kreuzsteinnest genannt, liegt vor, wenn an einem Aufstellungsort mehrere Steinkreuze bzw. Kreuzsteine beieinander liegen. Diese sind nach Bernhard Losch (1981) vor allem in ländlich geprägten Gegenden vorzufinden, in denen es in der Neuzeit zu keiner Verdichtung von Siedlung und Industrie wie in den Ballungsgebieten kam, so dass diese Kulturdenkmale im Freiland weitgehend erhalten blieben.

## Entstehung

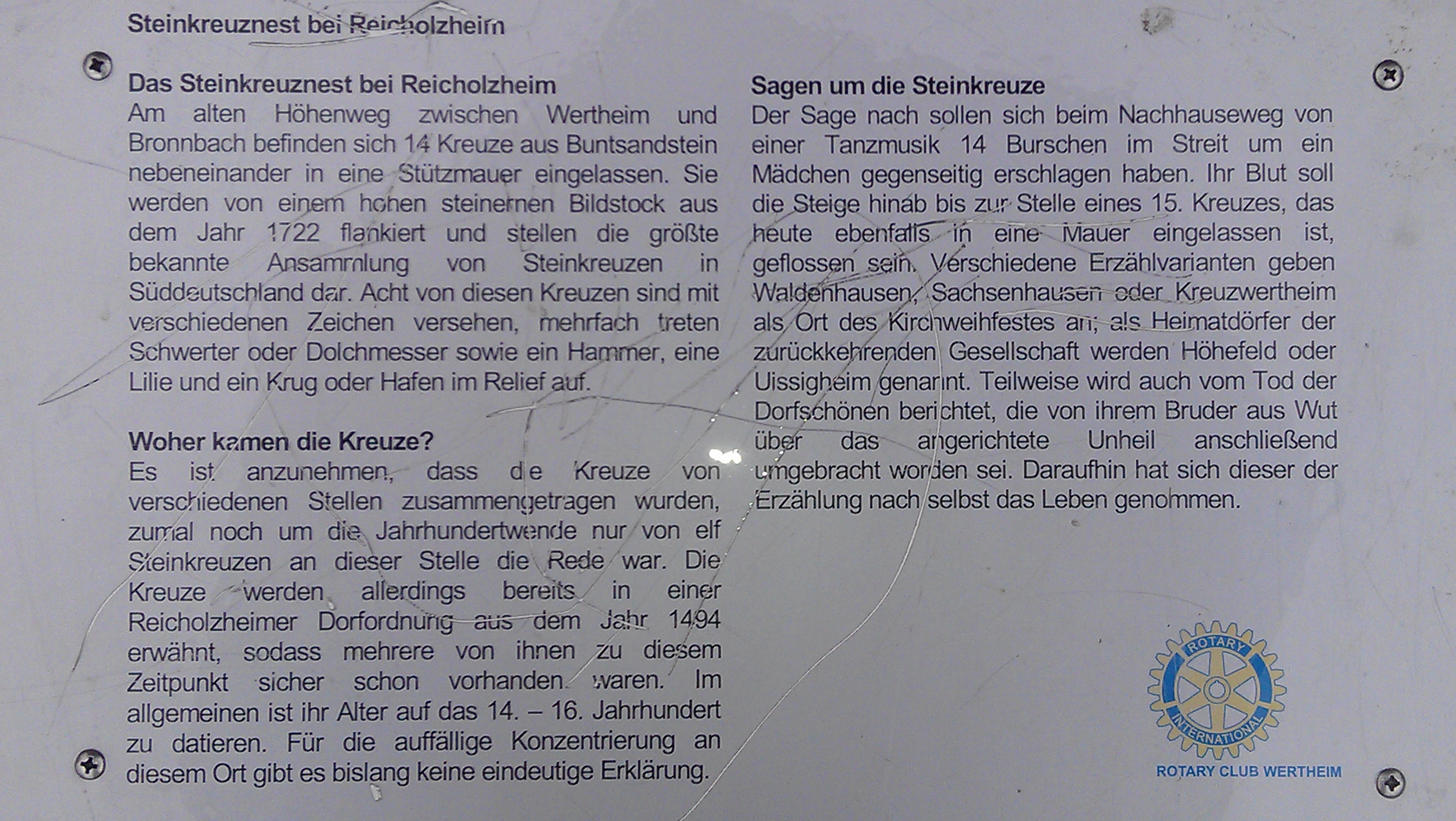
Um Steinkreuznester ranken sich zahlreiche Sagen, die zum Teil erst nach dem Zusammentragen an einem gemeinsamen Standort entstanden

Das Vorhandensein eines Steinkreuznestes kann verschiedene Gründe haben:
- Es kann sich zum einen tatsächlich um den ursprünglichen Standort der Kreuze handeln.[2] Nach Wilhelm Funk (1940) beweisen alte Abbildungen, Beschreibungen und Gemarkungspläne, dass man schon früher Steinkreuze gruppenweise zusammengestellt hat. Friedrich Mößinger (1936) nennt als Beispiel einen Sühnebrief von 1403, der für fünf Erschlagene fünf Kreuze fordert.
- Es kann sich um einen behördlich angewiesenen Platz zur Aufstellung von Steinkreuzen handeln.[2] Mößinger (1936) nennt als Beispiel einen Sühnevertrag von 1494 aus Nagold, der einem Täter auferlegt, eine Sühnekreuz an einer bestimmten Stelle zu errichten, an der bereits andere dergleichen Kreuze standen.
- Es kann in einigen Fällen auch davon ausgegangen werden – unter anderem aufgrund des teilweise unterschiedlichen Alters der Objekte in einem Steinkreuznest – dass einzelne Steinkreuze in der Vergangenheit umgesetzt wurden beziehungsweise nach Funk (1940) erst später an geeigneter Stelle zu derartigen Nestern zusammengetragen worden sind.[2][4] Dies kam als Maßnahme der Denkmalpflege in jüngerer Zeit vor wenn großräumige Veränderungen in der Landschaft (z. B. Bimsabbau, Flurbereinigung, Ausweisung von Neubaugebieten) die Versetzung von Kreuzen notwendig machten.

Da dieser Sachverhalte zum Teil in Vergessenheit gerieten, entstanden mitunter auch neue Sagen und Legenden, in denen nun mehrere Personen, je nach der Anzahl der Objekte, eine Rolle spielen.

## Bekannte Ansammlungen
Folgende Steinkreuznester bzw. Kreuzsteinnester mit mindestens 5 Objekten sind bekannt:
| Bild             | Anzahl | Steinkreuznest                                                                           | Gemeinde            | Land        | Datierung              | Sage                                              | Lage                         |
| ---------------- | ------ | ---------------------------------------------------------------------------------------- | ------------------- | ----------- | ---------------------- | ------------------------------------------------- | ---------------------------- |
|                  | 15     | Steinkreuznest Cracau                                                                    | Magdeburg           | Deutschland | 14. bis 15. Jh.        | unbekannt                                         | 52° 7′ 0″ N, 11° 39′ 34″ O   |
| (weitere Bilder) | 14     | Steinkreuznest bei Reicholzheim                                                          | Wertheim            | Deutschland | 14. bis 16. Jh.        | Die Kreuze oberhalb Reicholzheim                  | 49° 43′ 25″ N, 9° 32′ 26″ O  |
|                  | 10     | Bührener Kreuzsteinnest                                                                  | Bühren              | Deutschland | mittelalterlich        | verschiedene Überlieferungen                      | 51° 28′ 55″ N, 9° 40′ 35″ O  |
| (weitere Bilder) | 8      | Kreuzsteinnest Sieben-Trappen in Benthe                                                  | Ronnenberg          | Deutschland | mittelalterlich        | Die Sieben Trappen, verschiedene Überlieferungen  | 52° 20′ 0″ N, 9° 37′ 43″ O   |
| (weitere Bilder) | 8      | Steinkreuzgruppe in Wolframs-Eschenbach                                                  | Wolframs-Eschenbach | Deutschland | mittelalterlich        |                                                   | 49° 13′ 25″ N, 10° 43′ 23″ O |
|                  | 7      | Steinkreuznest Domersleben                                                               | Wanzleben-Börde     | Deutschland |                        | unbekannt                                         | 52° 5′ 30″ N, 11° 26′ 2″ O   |
|                  | 7      | Steinkreuznest Podhrad                                                                   | Cheb                | Tschechien  |                        | Hochzeitszug                                      | 50° 3′ 27″ N, 12° 23′ 39″ O  |
| (weitere Bilder) | 6      | Steinkreuznest Sieben Fuhrmänner bei Neunstetten (das laut Sage siebte Steinkreuz fehlt) | Herrieden           | Deutschland | mittelalterlich        | Die Sieben Fuhrmänner von Neunstetten             | 49° 15′ 32″ N, 10° 27′ 38″ O |
| (weitere Bilder) | 6      | Steinkreuznest in Bad Mergentheim                                                        | Bad Mergentheim     | Deutschland | 15. bis 18. Jh.        | verschiedene Überlieferungen                      | 49° 29′ 49″ N, 9° 46′ 33″ O  |
| (weitere Bilder) | 6      | Sechs Steine                                                                             | Ilberstedt          | Deutschland | ab dem 13. Jahrhundert | Sage                                              | 51° 47′ 58″ N, 11° 40′ 26″ O |
| (weitere Bilder) | 5      | Steinkreuznest Keltschensteine bei Bruck                                                 | Erlangen            | Deutschland | spätmittelalterlich    | Knechte des Keltsch, verschiedene Überlieferungen | 49° 34′ 9″ N, 10° 59′ 4″ O   |
| (weitere Bilder) | 5      | Steinkreuznest Fünf Musikanten bei Falkenstein                                           | Donnersdorf         | Deutschland | frühmittelalterlich    | Die Musikanten von Falkenstein                    | 49° 57′ 44″ N, 10° 25′ 22″ O |
| (weitere Bilder) | 5      | Steinkreuznest Neunhof                                                                   | Nürnberg            | Deutschland |                        | verschiedene Überlieferungen                      | 49° 30′ 59″ N, 11° 2′ 54″ O  |
| (weitere Bilder) | 5      | Steinkreuznest bei Stübach                                                               | Diespeck            | Deutschland | spätmittelalterlich    | unbekannt                                         | 49° 36′ 36″ N, 10° 34′ 59″ O |

## Verschwundene Ansammlungen
Die folgenden einst bekannten Steinkreuznester bzw. Kreuzsteinnester gelten als verschwunden:
- Speyer (Rheinland-Pfalz): Ein Steinkreuznest mit über 30 steinernen Kreuzen befand sich noch im 18. Jahrhundert an der Straße von Speyer nach Worms. Nach einer alten Überlieferung soll eine Hochzeitsgesellschaft, die vom Spitzrainhof kam, von feindlichen Reitern angegriffen und umgebracht worden sein. Für jeden Einzelnen der Toten hätte man ein Steinkreuz errichtet.[2][21]
- Heilbronn (Baden-Württemberg): Ein letztes Kreuz aus einem ansonsten verschwundenen Steinkreuznest im Bereich der heutigen Gabelung Paulinenstrasse/Kreuzenstrasse ist noch vorhanden. Die Kreuzenstrasse wurde anhand des ehemaligen Steinkreuznestes benannt.[2] In einem Markungsplan von 1734 ist das Steinkreuznest vor dem Sülmertor in Heilbronn eingezeichnet.[22]